# Traize
Traize – miejscowość i gmina we Francji, w regionie Owernia-Rodan-Alpy, w departamencie Sabaudia.
Według danych na rok 1990 gminę zamieszkiwało 218 osób, a gęstość zaludnienia wynosiła 23 osób/km² (wśród 2880 gmin regionu Rodan-Alpy Traize plasuje się na 1409. miejscu pod względem liczby ludności, natomiast pod względem powierzchni na miejscu 1161.).